# Loktjärnen (Hackås socken, Jämtland)
Loktjärnen är en sjö i Bergs kommun i Jämtland och ingår i Indalsälvens huvudavrinningsområde.